# Zeugophora californica
Zeugophora californica är en skalbaggsart som beskrevs av George Robert Crotch 1874. Zeugophora californica ingår i släktet Zeugophora och familjen Megalopodidae. Inga underarter finns listade i Catalogue of Life.